# グル・グラント・サーヒブ

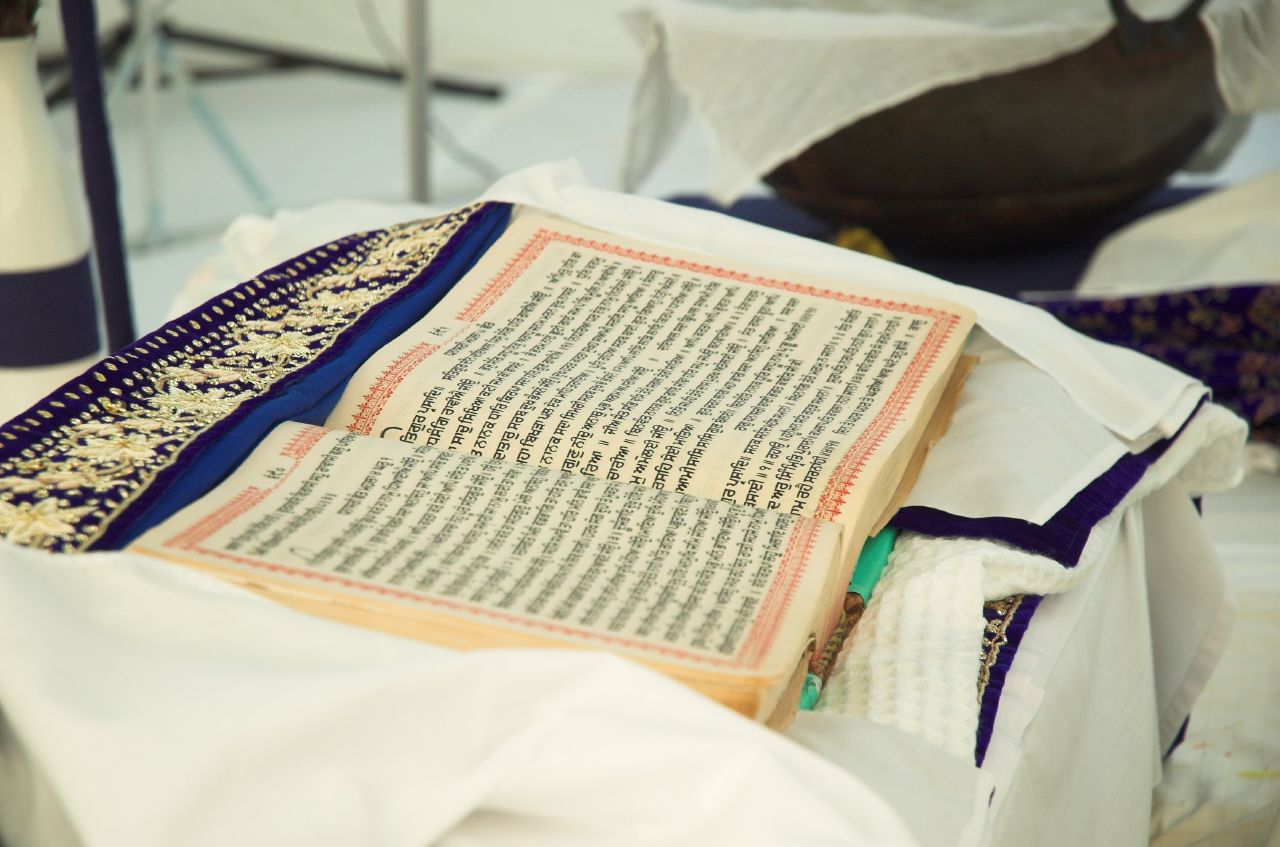
グル・グラント・サーヒブ

『グル・グラント・サーヒブ』（グルムキー文字ਗੁਰੂ ਗ੍ਰੰਥ ਸਾਹਿਬ）はシク教の中心的聖典であり、シク教徒により、人間の歴代グルに続く、権威を持つ、最後の生きているグルとして敬意を表されている。第五代グル・アルジャン（1563-1606）によって『アーディ・グラント』（第一の編集版）は編纂された。それに第十代グル・ゴービンド・シングは自分の詩歌を付け加えることはなかったが、第九代グル・テーグ・バハードゥルの115の詩歌を付け加え、更に、この経典が自分の後継者であると確言した。この第二の編集版が『グル・グラント・サーヒブ』として知られている。グル・ゴービンド・シングの死後、バーバー・ディープ・シングとバーイー・マニー・シングは配布のために多くの写本を用意した。
本文は1430ページ、6000行から構成されている。聖典の大半は、著者と長さと従って分類された31のラーガ（北インド古典音楽の旋法）によって配置されている。
グル・グラント・サーヒブはグルムキー文字で表記され、ランダー語（西パンジャーブ語）、ブラジュ・バーシャー、カリボーリー、サンスクリット、シンド語、ペルシャ語を含む様々な言語が使われており、しばしば、サント・バーシャーの名で呼ばれる。
『グル・グラント・サーヒブ』は主に六人のグル達（グル・ナーナク、グル・アンガド、グル・アマルダース、グル・ラームダース、グル・アルジャン、グル・テーグ・バハードゥル）によって成り、また、十四人のヒンドゥーのバクティ運動のサントたち（ラーマーナンダ、カビール、ナームデーヴなど）とムスリムのスーフィーであるシャイフ・ファリードの教えも含んでいる。
『グル・グラント・サーヒブ』の構想は、いかなる種類の抑圧もない、神聖な正義に基づく社会である。この聖典が、ヒンドゥーやイスラムの聖典を認め、尊重しているとしても、それはヒンドゥーとイスラムの宗教混淆を意味しているわけではない。グルドワーラー（寺院）に安置されており、多くのシク教徒が敬礼し、聖典がグルドワーラーに出座する時には平伏する。聖典は永遠のグルバーニー（グルの言葉）を示しており、シク教の霊的権威である。

## 歴史
グル・ナーナクの在世中、彼の賛歌が編集されて、朝晩の祈祷のためにシクのコミュニティに送付された。彼の後継者であるグル・アンガドは、グル・ナーナクの書いたものの収集を開始し、第三-第五代のグル達も同様の作業が続けられた。
第五代グル・アルジャンが、彼の前任者たちの書いたものを収集していた時、グルを詐称していた者達が、歴代グルの書いたものとして公表したものの中に、彼ら自身の書いたものを含めているということを発見した。偽作の品が合法性を得るのを防ぐために、グル・アルジャンはシクの共同体のために聖典を編集することにした。彼は父である前任のグル・ラームダースの作品を集め終えて、第三代グル・アマルダースの息子であったモーハンに、彼の持っていた三代のグルたちの作品集を提供するように説得した。グル・アルジャンは聖典のために賛歌を選び、バーイー・グルダースが筆記者として働いた。
こうして原稿が纏められている時に、ムガール皇帝アクバルは、それがイスラムを中傷している内容を含んでいるという報告を受けた。アクバルは北インドを巡行中、そこに止まり、その内容を調べることを要求した。そこで、バーバー・ブッダとバーイー・グルダースは原稿の写しを携えて皇帝に出向した。アクバルは、任意に三つの詩編を選んで読んだが、中傷となるものはなく、報告は誤りであったと決定した。
1604年、グル・アルジャンによる原稿は完成し、バーバー・ブッダを初めてのグランティ（読誦者）として、ハリマンディル・サーヒブに安置された。シク教徒の共同体は北インド中に点在していたので、彼らのために、この聖典の写しが作られる必要があった。第六、第七、第八代のグルたちは宗教的な詩歌を作ることはなかったが、第九代グル・テーグ・バハードゥルは作った。1704年、皇帝アウラングゼーブによる激しい戦争の一年の中断の時、ダンダマ・サーヒブで、グル・ゴービンド・シングとバーイー・マニー・シングは、聖典の決定的な版を作成するために、グル・テーグ・バハードゥルの作品をアーディ・グラントに追加した。この期間中、バーイー・マニー・シングは、グル・ゴービンド・シングの作品と彼の宮廷詩人たちの作品を集めて、第二の宗教的経典ダシャム・グラントを製作した。

## シク教での意味と役割
シク教徒は、『グル・グラント・サーヒブ』がシク教徒のためだけではなく、人類すべてのための精神的な導きであると考えている。また、シク教徒の生き方を導く中心的な役割をもっている。シク教徒の献身的生活の位置は、二つの基本的主義に基づいている。聖典が宗教と道徳に関するすべての質問に答えるグルであるということを、その中に見出すことができる。その賛歌と教えはグルバーニー（グルの言葉）と呼ばれている。このようにシク教の神学では、啓示された聖なる言葉は、過去のグル達によって書かれたものである。グル達と別に、多くの聖人達がバガトあるいは帰依者と呼ばれる。

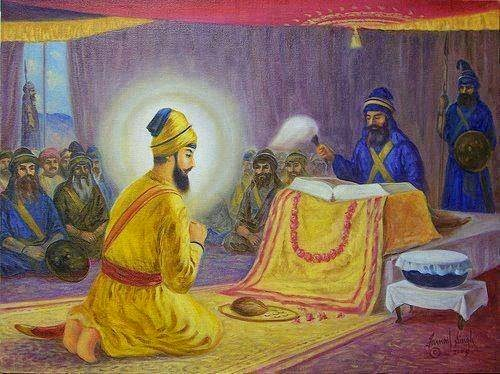
グラント・サーヒブをグルと認めるグル・ゴービンド・シング

### 『アーディ・グラント』から『グル・グラント・サーヒブ』へ
1708年、グル・ゴービンド・シングはシク教徒たちのグルの称号をアーディ・グラントに付した。この出来事は、グル達と関係のあったラージプートの支配者の宮廷の詩人で、目撃者であるナルブド・シングの『バット・ワーヘ』に記録されている。他の文書も第十代グルの宣言を証明している。それ以来、シク教徒はグル・グラント・サーヒブを永遠のグルとして認めた。

## グルとバガット
『グル・グラント・サーヒブ』は下記のシクのグル6人と聖詩人（バガット）15人、バットと呼ばれる詩人たちの詩歌を収録している。
|                            | 年代      | 収録数 | |
| -------------------------- | --------- | ------ | --- |
| グル・ナーナク             | 1469-1539 | 974    | 初代グル。 |
| グル・アンガド             | 1504-1552 | 62     | 二代目グル。 |
| グル・アマルダース         | 1479-1574 | 907    | 三代目グル。 |
| グル・ラームダース         | 1534-1581 | 679    | 四代目グル。 |
| グル・アルジャン           | 1563-1606 | 2218   | 五代目グル。 |
| グル・テーグ・バハードゥル | 1621-1675 | 116    | 九代目グル。 |
| ジャイデーヴ               | 12C?      | 2      | ベンガルのバラモン。サンスクリット詩人。ギータ・ゴーヴィンダの作者。 |
| バーバー・ファリード       | 1173?1265 | 116    | ファリードゥッディーン・マスウード・ガンジェシャカル。イスラム・チシュティー派の導師であり、パンジャーブ文学の父とも呼ばれる。                                                 |
| サドナ                     | 1180-?    | 1      | シンドゥのイスラム詩人。 |
| トリローチャン             | 13C       | 4      | 三界を見渡すという三眼を意味する尊称。ムンバイに住んだ。 |
| ナームデーヴ               | 1270-1350 | 60     | マハーラーシュトラの詩人・仕立て屋。出家よりも在家生活を重視した。 |
| ラーマーナンド             | 14C-15C   | 1      | カビール、ダンナー、ピーパーなどの師として伝わっている高名なバラモンであるが、実像は不明。ラーム・バクティ信仰の大家。                                                         |
| ラヴィダース               | 1399-?    | 41     | ウッタル・プラデーシュの靴職人。ラマーナンドの弟子とされる。バクティ運動の重要な一人。21世紀に彼を奉じて、シク教から分離したラヴィダース教が存在する。                         |
| ダンナ                     | 1415-?    | 4      | ラージャスターンの詩人。ヒンドゥーの生まれであったが、既存のヒンドゥーの習俗を否定した。                                                                                       |
| ピーパー                   | 1425-?    | 1      | ラージャスターン、ジャラーワルの王であった。ドゥルガー信仰であったが、後に無属性（ニル・グナ）の神への信仰に移った。                                                           |
| カビール                   | 1440-1518 | 541    | ウッタル・プラデーシュの詩人。最も有名なサント。 |
| ベーニー                   | 15C-16C   | 3      | グル・ナーナクと同時代の詩人と言われる。 |
| スールダース               | 1483-1573 | 2      | ウッタル・プラデーシュ・マトゥラーの詩人。 |
| パルマーナンド             | 1483-?    | 1      | マハーラーシュトラの詩人。 |
| ビーカン                   | 1480-1573 | 2      | アクバル帝の時代の詩人だが、ビーカンの名で知られている者は二人おり詳細は不明。                                                                                                 |
| バット（詩人たち）         |           | 126    | バーイー・マルダーナー、と歴代グルの宮廷の11(or15)人のバット。カル・シャール、バッル、バッラ、ビッカー、ガヤンド、ハルバンス、ジャラプ、キーラト、マトゥラー、ナル、サルなど。 |

## 構成
『グル・グラント・サーヒブ』のすべては、16世紀にグル・アンガドによって標準化されたグルムキー文字で書かれている。シク教の伝統と、初期のシク教の手稿『マーマン・プラカシュ』によれば、グル・アンガドはグル・ナーナクの存命中に、その提案を受けて文字を造ったとなっている。グルムキーを訳せば「グルの口から」という意味であり、ランダー文字を改良したものであり、最初からシク教の聖なる文書を記すために使われた。シク教徒はグルムキー文字を非常に尊厳あるものとしている。グルムキー文字はインド・パンジャーブ州で、パンジャーブ語を表記する公式文字である。パキスタン内のグルドワーラーではペルシャ文字由来のシャームキー文字で書かれたグル・グラント・サーヒブも存在する。

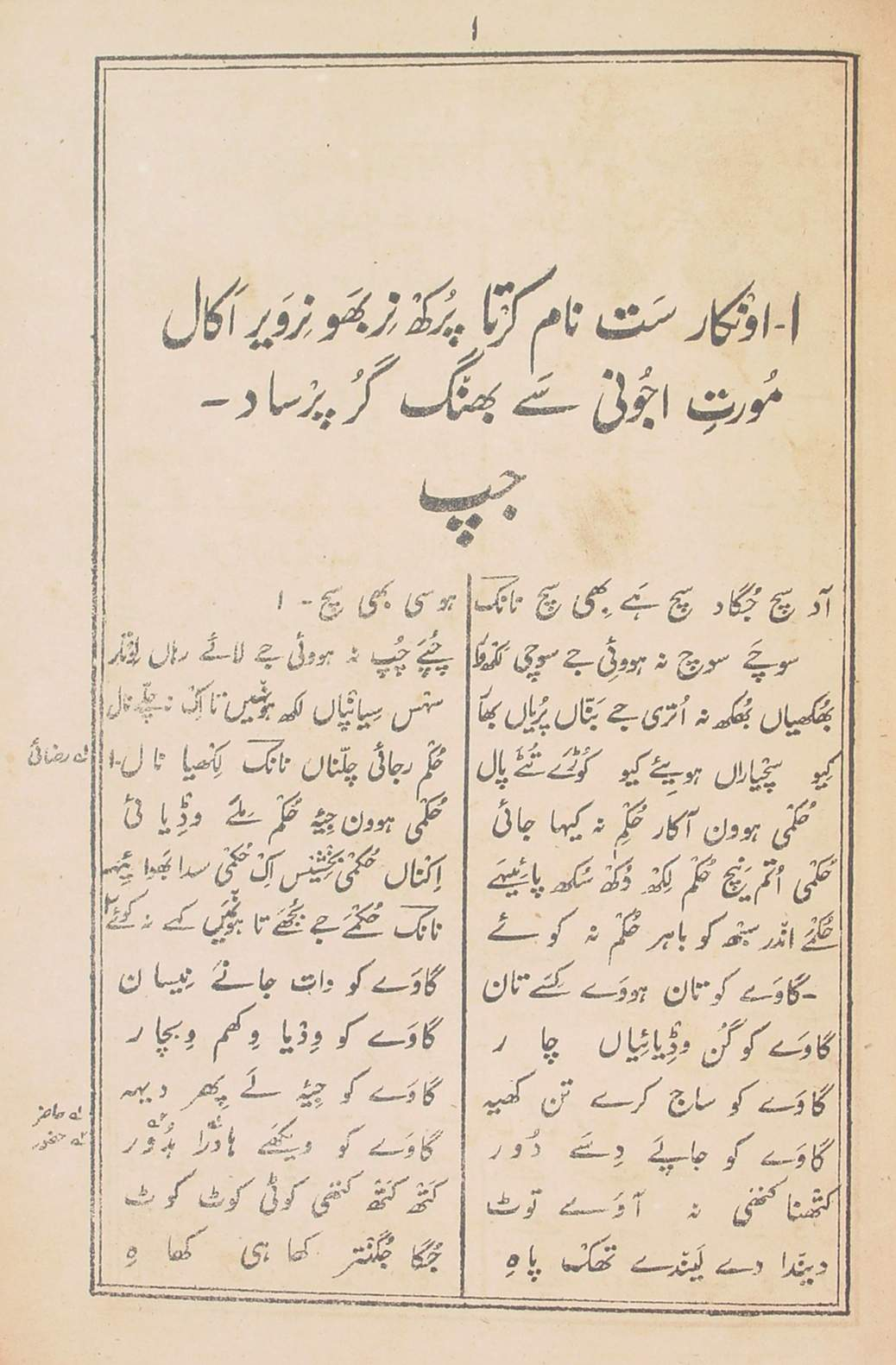
シャームキー文字によるグラント

グルたちは音楽を通して神性を崇拝することを、至福の状態に達する最善の方法と考えた。
『グル・グラント・サーヒブ』はラーガ別に分類され1430ページに及び、それは二つに区分することができる。
　1　ムール・マントラ、ジャプジー、ソーヒラーからなる冒頭部。
　2　グルたちと、バガトたちの、ラーガの年代順に従って集められた作品部。
「ラーガ」は色を意味するが、より具体的には感情、雰囲気の組み合わせ、ピッチの順列を意味する。ラーガは一連の旋律のモチーフから構成される。それは、音階（スヴァラ）の定まったスケールに基づいている。いくつかのラーガは時刻や年と関連付けられている。
シク教のシステムでは31のラーガがあり、14のラーガと17の小ラーガに分けられる。聖典のラーガ部では、関係する賛歌がグルあるいはバガトの順で配列されている。
配列は、スリー、マージュ、ガウリー、アーサー、グージュリー、デーヴァガンダリー、ビハーグラ、ワダハンス、ソーラト、ダーナスリー、ジャイトスリー、トーディ、バイラリー、ティラング、スヒ、ビラヴァル、ケーダラ、バイロー、バサント、サラング、マラール、カンラ、カリヤーン、プラバティ、ジャイジャワンティ。更に、22のヴァール（伝統的バラード）が付け加えれている。これらの九つは特定の旋律があり、残りはどの旋律によっても歌われる。
メーグ、ヒンドールなどの喜ばしい旋律や、ジョーグ、ディーパクなどの物悲しい旋律は独立した構成には選ばれなかった。

### ムール・マントラ

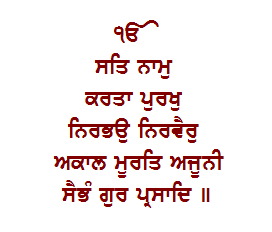
ムールマントラ

ムール・マンタル(mūl mantar)とも。mūlは根本を意味し、mantraは文字、言葉など意味する。日本語では真言と訳されている。シク教において最も重要なマントラであり、グル・グラント・サーヒブの劈頭に置かれ、かつ、作中においても幾度と置かれている。グル・ナーナクによって作られた。
| グルムキー表記                                     | カナ表記 | 日本語訳 |
| -------------------------------------------------- | --- | --- |
| ੴ ਸਤਿ ਨਾਮੁ ਕਰਤਾ ਪੁਰਖੁ ਨਿਰਭਉ ਨਿਰਵੈਰੁ ਅਕਾਲ ਮੂਰਤਿ ਅਜੂਨੀ ਸੈਭੰ ਗੁਰ ਪ੍ਰਸਾਦਿ ॥ | イク・オンアカール サット・ナーム カルター・プラク ニルバオ ニルヴェル アカール・ムーラト アジューニー サェバン グル・プラサード | 創造主は一つ 真理がその名 全能なる行為者 怖れなきもの 憎むものなきもの 不滅の形 生まれざるもの、自己存立者 グルの恩寵によって（これらは知られた） |

イク・オンアカールはੴという、パンジャーブ語で１を表す数字イクの一字で表されている。
オンアカール（Onakar）とは英語ではCreator(創造主)と訳されている。

## シク教徒の間での尊厳
誰もグル達によって書かれたものを変更、改変することはできない。それは文章、単語、構造、文法、意味を含む。グル達自身の例に従って、シク教徒達は聖典の本文を完全な尊厳と見なす。例として、ムガール皇帝アウラングゼーブに命じられ、グル・ハル・ラーイは息子のラーム・ラーイに聖典の説明するためにデリーに遣わしたが、ラーム・ラーイはムスリムの皇帝の機嫌を損ねないように、グル・ナーナクの賛歌の言い回しを改変して説明した。その出来事がグル・ハル・ラーイに伝わり、彼は怒って息子との縁を切ることになった。

## 翻訳
最初の英語の部分訳が1877年にアーネスト・トランプによって出版されたが、それはキリスト教宣教団によって使われるためであり、シク教徒からは否定的な反応を受けた。1909年にオックスフォード大学出版局から、マックス・アーサー・マコーリフの『シクの宗教』六巻本の中に部分訳が含められている。彼の翻訳はシク教徒の解釈により近く、彼らに受け入れられた。1960年にグル・グラント・サーヒブの完訳がゴーパール・シングによってなされた。1962年にマンモハン・シングによる八巻本の翻訳が、シローマニー・グルドワーラー・コミッティ（中央グルドワーラー委員会）から出版され、2000年にはサント・シングの翻訳が出された。後者は主要なシク教関連のウェブサイトによって使用され、一般的なものとなった。

## 読誦
『グル・グラント・サーヒブ』は、どのグルドワーラーでも常に焦点である。会衆が坐るフロアの中央に、タクト（玉座）と呼ばれる高座に置かれる。『グル・グラント・サーヒブ』は最大限の尊敬と名誉をもって遇せられ、その面前には、シク教徒は頭を覆い、靴を脱ぐ。グル・グラント・サーヒブは通常、尊敬の印として頭の上に乗せて運ばれ、洗っていない手では決して触らず、足を洗わずにフロアに上がることもしない。
それは王の権標を伴い、天蓋が掲げられる。チャオリーは聖典の上に振られる。かつては孔雀の羽の扇が、王あるいは聖者の印として扇がれたが、後にチャオリーに置き替えられた。
『グル・グラント・サーヒブ』は、聖典を読誦し、祈祷を先導するグランティによって取り扱われる。またルマラと呼ばれる清潔な布で聖典を覆い、熱、汚れ、破損等から保護する取扱責任者でもある。聖典はルマラに覆われ、再び出座するまでマンジ・サーヒブに安置される。

## 印刷
『グル・グラント・サーヒブ』の印刷は、アムリトサルのシク教公式団体によってなされた。19世紀以前には手書き写本のみがあり、1864年に初めて印刷され、20世紀前半には1430ページの標準的な版で印刷されるようになった。読誦されることが不可能になった写しは、故人の火葬式と類似したアガン・ベータと呼ばれる式典で焼却される。現在でも、アムリトサルのグルドワーラー・ラームサルの地下の印刷機で印刷され、ミスプリント、セットアップシート、印刷中の廃棄物などは、ゴーインドヴァルで焼却される。